# Kainam
Kainam è una circoscrizione rurale (rural ward) della Tanzania situata nel distretto di Mbulu, regione del Manyara. Conta una popolazione di 7 679 abitanti (censimento 2012).